# Final da Liga dos Campeões da UEFA de 2015–16
A final da Liga dos Campeões da UEFA de 2015–16 foi a 61° final da Liga dos Campeões da UEFA, o torneio de futebol de clubes mais importante da Europa, organizado pela UEFA, e a 24° edição desde que a competição foi renomeada de Taça dos Clubes Campeões Europeus para Liga dos Campeões. Foi disputada em 28 de maio de 2016, no Estádio Giuseppe Meazza, em Milão, Itália, entre os times espanhóis Real Madrid e Atlético de Madrid, que já haviam feito a final de 2014. Real Madrid ganhou por 5 a 3 nos pênaltis, depois dos times empatarem em 1 a 1 no tempo regulamentar com um gol nos acréscimos de Sergio Ramos Esta foi a décima primeira conquista da Liga dos Campeões do Real Madrid.
O Real Madrid ganhou o direito de jogar a Supercopa da UEFA contra o vencedor da Liga Europa da UEFA de 2015–16. Ele também se qualificou para entrar nas semifinais da Copa do Mundo de Clubes da FIFA de 2016 como representante da UEFA.

## Local

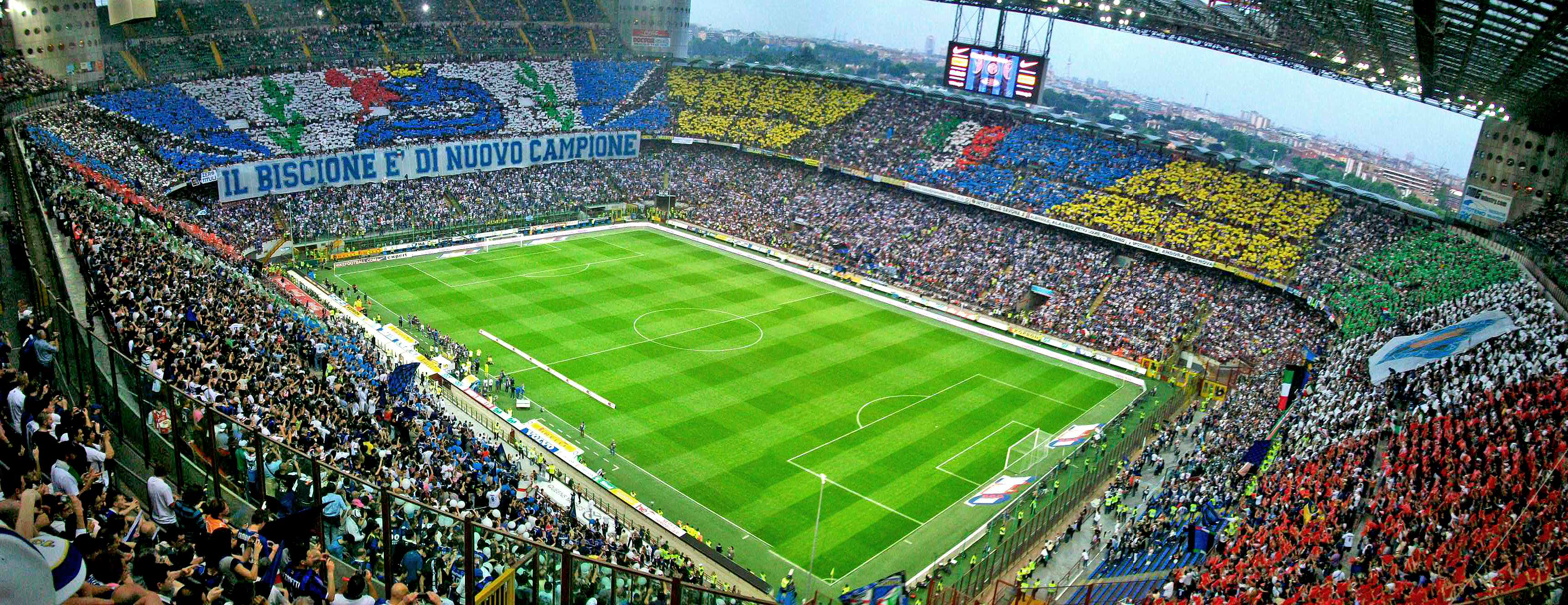
Estádio Giuseppe Meazza, também conhecido como San Siro. É considerado um dos estádios clássicos do futebol europeu e mundial.

O Estádio Giuseppe Meazza, ou San Siro, como é chamado pela torcida do Milan, foi anunciado como sede da final na reunião do Comité Executivo da UEFA, em Nyon, na Suíça, em 18 de setembro de 2014. Esta foi a quarta final da competição hospedada no estádio, na sequência de finais anteriores, em 1965, 1970 e 2001.
O Giuseppe Meazza foi construído em 1925 e inaugurado em 1926, como a casa do Milan, e foi vendida para a cidade em 1935. O estádio é compartilhado com a Inter de Milão desde 1947, com a Inter vencendo a primeira final da Copa Europeia disputada no estádio em 1965. Sua capacidade atual é de 80.018, mas é reduzido para cerca de 80.000 lugares para competições da UEFA.

## Caminho até a final
Nota: Em todos os resultados abaixo, os gols dos finalistas é dado primeiro (M: mandante; V: visitante).
| Pos. | Equipe              | Pts |
| ---- | ------------------- | --- |
| 1    | Real Madrid         | 16  |
| 2    | Paris Saint-Germain | 13  |
| 3    | Shakhtar Donetsk    | 3   |
| 4    | Malmö               | 3   |

| Pos. | Equipe             | Pts |
| ---- | ------------------ | --- |
| 1    | Atlético de Madrid | 13  |
| 2    | Benfica            | 10  |
| 3    | Galatasaray        | 5   |
| 4    | Astana             | 4   |

## Transmissão
A partida foi transmitida pelas seguintes emissoras:
| Brasil   | 15h45 | TV aberta: Globo e Band Cabo/Satélite/Streaming (paga): Esporte Interativo |
| Portugal | 19h45 | TV aberta: RTP Cabo/Satélite/Streaming (paga): Sport TV                    |

## Partida
| 28 de maio de 2016 | Real Madrid | 1 – 1 (pro) | Atlético de Madrid | San Siro, Milão                               |
| 20:45 (UTC+2)      | Ramos 15'   | Relatório   | Carrasco 79'       | Público: 71 942 Árbitro: ENG Mark Clattenburg |

|                                    |       | Penalidades                    |  |
| Vázquez Marcelo Bale Ramos Ronaldo | 5 – 3 | Griezmann Gabi Ñíguez Juanfrán |  |

| Real Madrid | Atl. Madrid |

| REAL MADRID:    |    |                   |       |     |
|                 |    |                   |       |     |
| G               | 1  | Keylor Navas      | 47'   |     |
| LD              | 15 | Daniel Carvajal   | 11'   | 52' |
| Z               | 4  | Sergio Ramos      | 90+3' |     |
| Z               | 3  | Pepe              | 112'  |     |
| LE              | 12 | Marcelo           |       |     |
| V               | 14 | Casemiro          | 79'   |     |
| M               | 19 | Luka Modrić       |       |     |
| M               | 8  | Toni Kroos        |       | 72' |
| A               | 11 | Gareth Bale       |       |     |
| A               | 9  | Karim Benzema     |       | 77' |
| A               | 7  | Cristiano Ronaldo |       |     |
| Substituições:  |    |                   |       |     |
| G               | 13 | Kiko Casilla      |       |     |
| Z               | 6  | Nacho             |       |     |
| LD              | 23 | Danilo            | 93'   | 52' |
| M               | 10 | James Rodríguez   |       |     |
| M               | 18 | Lucas Vázquez     |       | 77' |
| M               | 22 | Isco              |       | 72' |
| A               | 20 | Jesé              |       |     |
| Treinador:      |    |                   |       |     |
| Zinédine Zidane |    |                   |       |     |

| ATLÉTICO DE MADRID: |    |                           |       |      |
|                     |    |                           |       |      |
| G                   | 13 | Jan Oblak                 |       |      |
| LD                  | 20 | Juanfran                  |       |      |
| Z                   | 15 | Stefan Savić              |       |      |
| Z                   | 2  | Diego Godín               |       |      |
| LE                  | 3  | Filipe Luís               |       | 109' |
| M                   | 17 | Saúl Ñíguez               |       |      |
| M                   | 14 | Gabi                      | 90+3' |      |
| M                   | 12 | Augusto Fernández         |       | 46'  |
| M                   | 6  | Koke                      |       | 116' |
| A                   | 7  | Antoine Griezmann         |       |      |
| A                   | 9  | Fernando Torres           | 61'   |      |
| Substituições:      |    |                           |       |      |
| G                   | 1  | Miguel Ángel Moyà         |       |      |
| Z                   | 19 | Lucas Hernández           |       | 109' |
| Z                   | 24 | José Giménez              |       |      |
| M                   | 5  | Tiago                     |       |      |
| M                   | 21 | Yannick Ferreira Carrasco |       | 46'  |
| M                   | 22 | Thomas Partey             |       | 116' |
| A                   | 16 | Ángel Correa              |       |      |
| Treinador:          |    |                           |       |      |
| Diego Simeone       |    |                           |       |      |